# Giovanni Fattori
Giovanni Fattori (Livorno, 6 de septiembre de 1825 - Florencia, 30 de agosto de 1908) fue un pintor italiano, considerado el mayor exponente de los Macchiaioli. 

## Biografía
Se sabe poco de la vida de joven de Fattori, salvo el hecho de que nació pobre. Se mudó a Florencia en 1846, entró en contacto con el grupo del Café Michelangelo y se hace discípulo de Giuseppe Bezzuoli. Pocos ejemplos de sus primeros trabajos se han recolectado, todos ellos esbozos, de lo que se deduce que su trabajo se haya vuelto más fuerte y maduro sólo después de 1851. Sus primeras pinturas en este período fueron principalmente escenas históricas influenciadas por Bezzuoli - frecuentemente escenas de la historia del Medioevo o del Renacimiento. Caso único entre los artistas, toda su pintura notable fue realizada después de sus 40 años de edad.
Se integra a las batallas por la unidad de Italia. Su primer trabajo sobre el Risorgimento, "El campo italiano después de la batalla de Magenta", destaca en este período. A partir del cual el tema militar se vuelve uno de los favoritos de Fattori: batallas, soldados, caballos. 
El otro tema recurrente es el paisaje, en particular su tierra, la maremma toscana. 
Descrito a menudo como realista, en este período se hace miembro de los Macchiaioli, una corriente de pintores, que fueron los precursores del impresionismo. Fattori es hoy considerado uno de los miembros más notables de este movimiento artístico, mientras en su tiempo era considerado revolucionario o ridículo, según el punto de vista, en vez de un vanguardista.

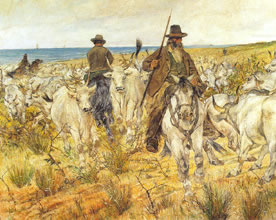
Ganado pastando, de Giovanni Fattori.

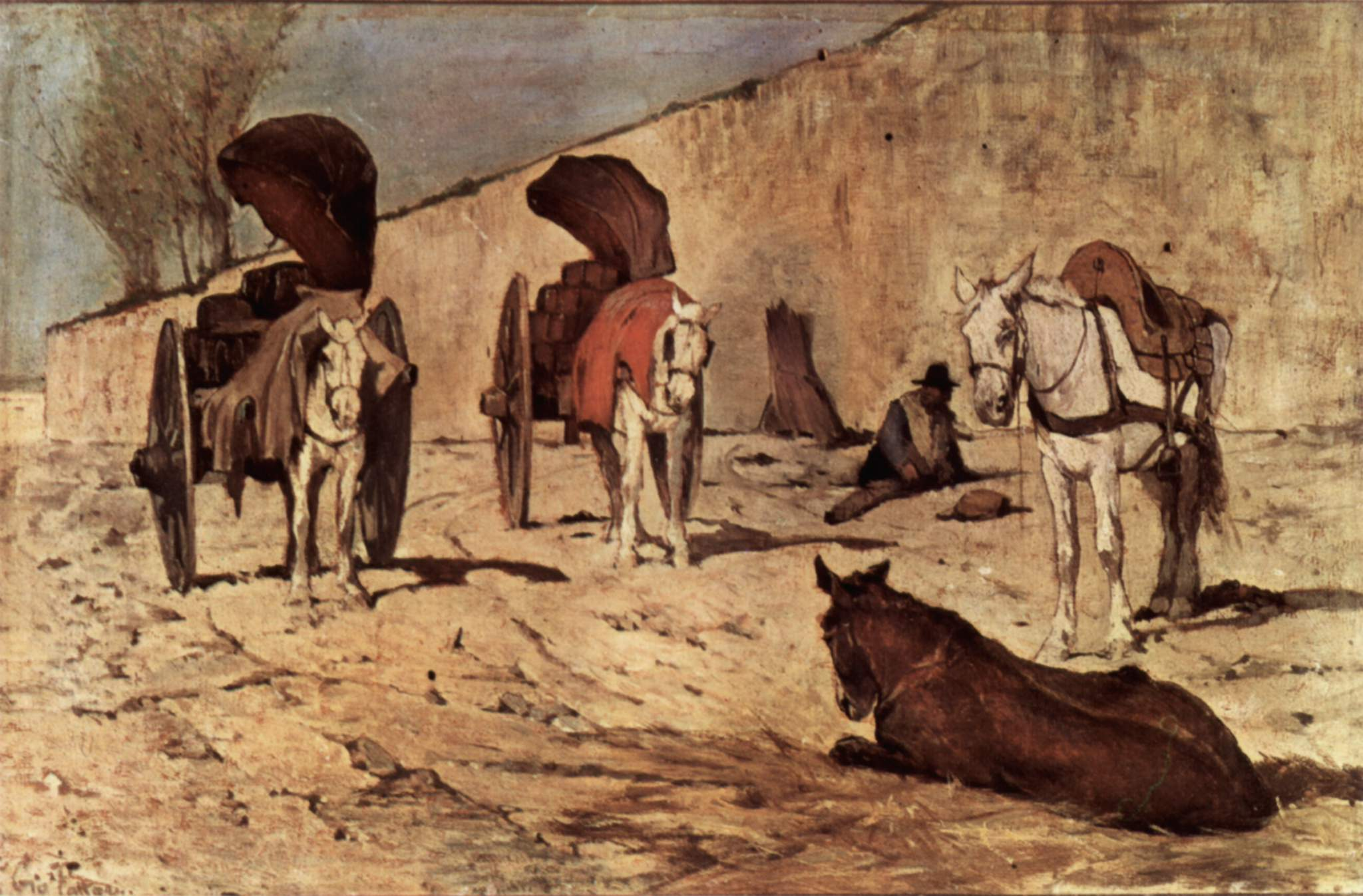
Carretas romanas, 1873, óleo sobre lienzo, 21 x 32 cm, Galleria d'Arte Moderna, Palazzo Pitti, Florencia

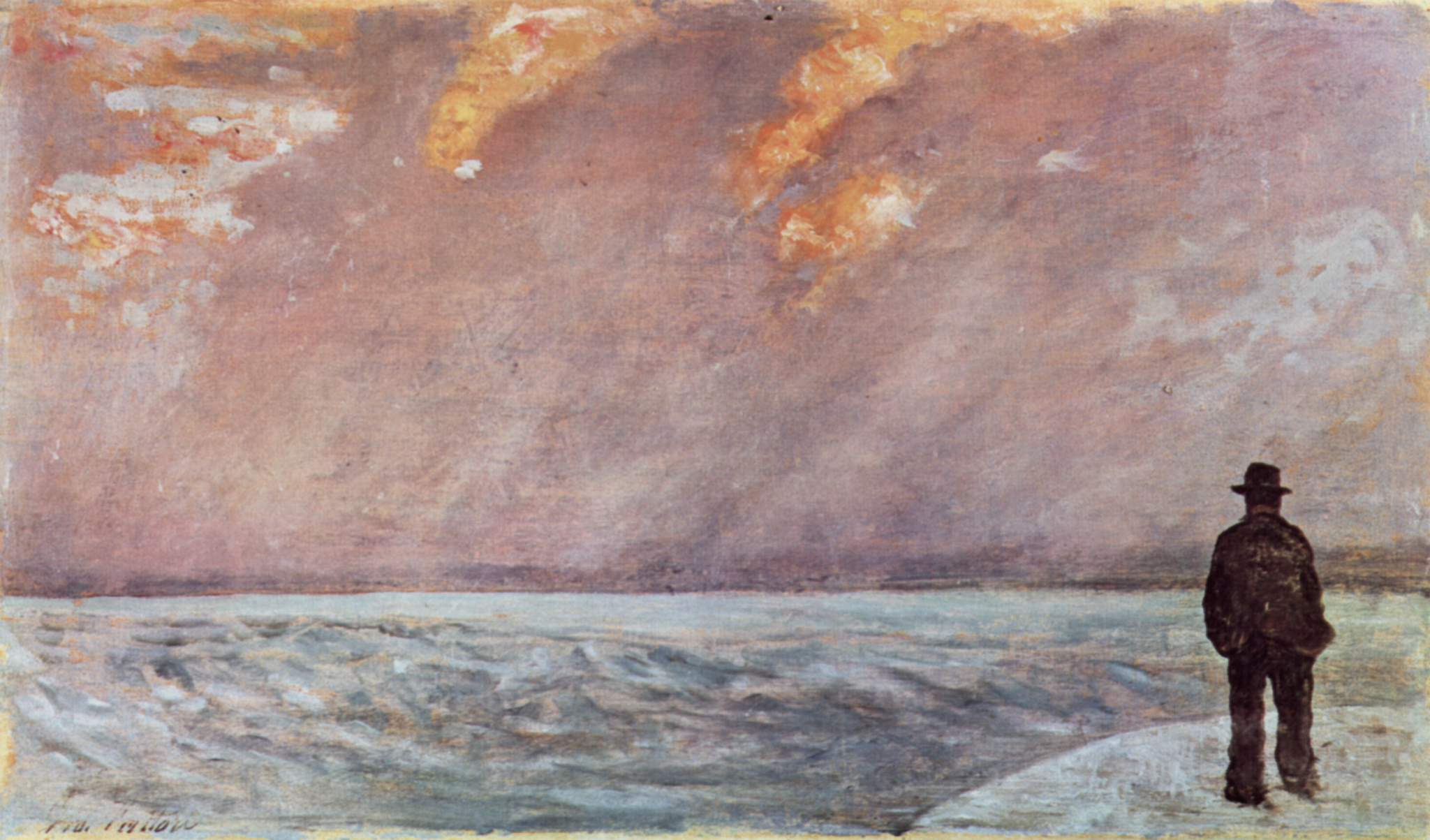
Puesta del sol en el mar (1890-1895).

Fattori se consideraba un pintor de personas más que de paisajes, aunque estas figuras eran generalmente puestas en paisajes imaginarios que demostraban su dominio del color sobre la influencia de la luz y las sombras.
Sus obras se encuentran, además del Museo Giovanni Fattori de Livorno, en la Galería Nacional de Arte Moderno de Roma; Galería cívica de arte moderno y contemporáneo de Turín, Pinacoteca de Brera, Milán; Galería de Arte Moderno del Palacio Pitti de Florencia; Pinacoteca Cívica de Forlì; en Estados Unidos el Museum of Fine Arts de Boston.
En Livorno se la ha dedicado el Museo Giovanni Fattori, recientemente trasladado a la Villa Mimbelli, que alberga una importante colección de los Macchiaioli y de los Postmacchiaioli.